# Bandai Networks
Pour les articles homonymes, voir Bandai.
Bandai Networks Co., Ltd. (バンダイネットワークス株式会社) est une entreprise filiale de Namco Bandai Holdings qui exerce son activité dans la distribution et la diffusion de contenu numérique pour le haut-débit et le téléphone mobile. Elle est créée le 7 septembre 2002 par Bandai. Le siège de bandai Networks est situé à Tokyo.

## Description
Bandai créé dix divisions en mars 1998 pour restructurer l'entreprise dont la Property Department qui est renommé Network Department en avril 2000. En septembre 2000, Bandai détache du groupe sa division Network Department pour former la toute nouvelle filiale Bandai Networks.
En mars 2002, Bandai Networkss travaille en collaboration avec quatre entreprises : Bandai, Sunrise, Bandai Visual et Bandai Networks, afin de créer Bandai Channel Co. qui a pour but de distribuer le contenu numérique pour le haut-débit.
Quelques années après la fusion de Bandai et Namco dans Namco Bandai Holdings, Bandai Networks est absorbé par Namco Bandai Games le 1er avril 2009.